# 恵公 (春秋秦)
恵公（けいこう）は、秦の第15代公。夷公の子で哀公の孫。

## 生涯
太子であった父の夷公は早くに亡くなったため、代わって太子となった。
哀公36年（前501年）秋、哀公が薨去したため、恵公が立って秦公となった。
恵公5年（前496年）、晋では卿の荀寅（中行文子）と士吉射（范昭子）が晋に背いたため、卿の智躒（智文子）と趙鞅（趙簡子）がこれを撃った。
恵公10年（前491年）10月、薨去し、子の悼公が立って秦公となった。

## 参考資料
- 『春秋左氏伝』（哀公三年）
- 『史記』（秦本紀第五）